# LightScribe
Lightscribe war eine von HP und Moser Baer India (MBI) entwickelte Technik zum Beschriften einer CD oder einer DVD (DL) mit Hilfe eines CD/DVD-Brenners. Sie wurde 2002 zum Patent angemeldet und auf der Cebit 2004 vorgestellt. Anders als beim Labelflash-Verfahren wurde dabei nicht die Datenseite, sondern die Label-Seite des Datenträgers beschrieben. Für eine solche Beschriftung waren spezielle Rohlinge und Lightscribe-fähige Brenner nötig. Brenner, die kein Lightscribe unterstützen, können nicht aufgerüstet werden. Die von MBI entwickelte bronzefarbene Thermoschicht für die Label-Seite wird mit dem Laser erhitzt, sodass einfarbige Bilder und Texte auf die DVDs gedruckt werden können.
Anfangs waren die matten Oberflächen stets bronzefarben (siehe auch Abbildung unten), 2005 kamen weitere Farben hinzu. Im November 2008 brachte Verbatim als erster Hersteller Double-Layer-DVD+Rs mit LightScribe-Oberfläche auf den Markt.
Im Laufe des Jahres 2011 stellte HP den Einbau von LightScribe-fähigen optischen Laufwerken in HP-Notebooks und -Desktops ein. Auch andere Hersteller haben die Produktion von LightScribe-fähigen Laufwerken mittlerweile beendet. Die offizielle LightScribe-Website war noch bis 2013 erreichbar, ist aber zwischenzeitlich von HP entfernt worden, sodass LightScribe-Treiber und -Programme nur noch über inoffizielle Quellen bezogen werden können.

## Funktionsweise

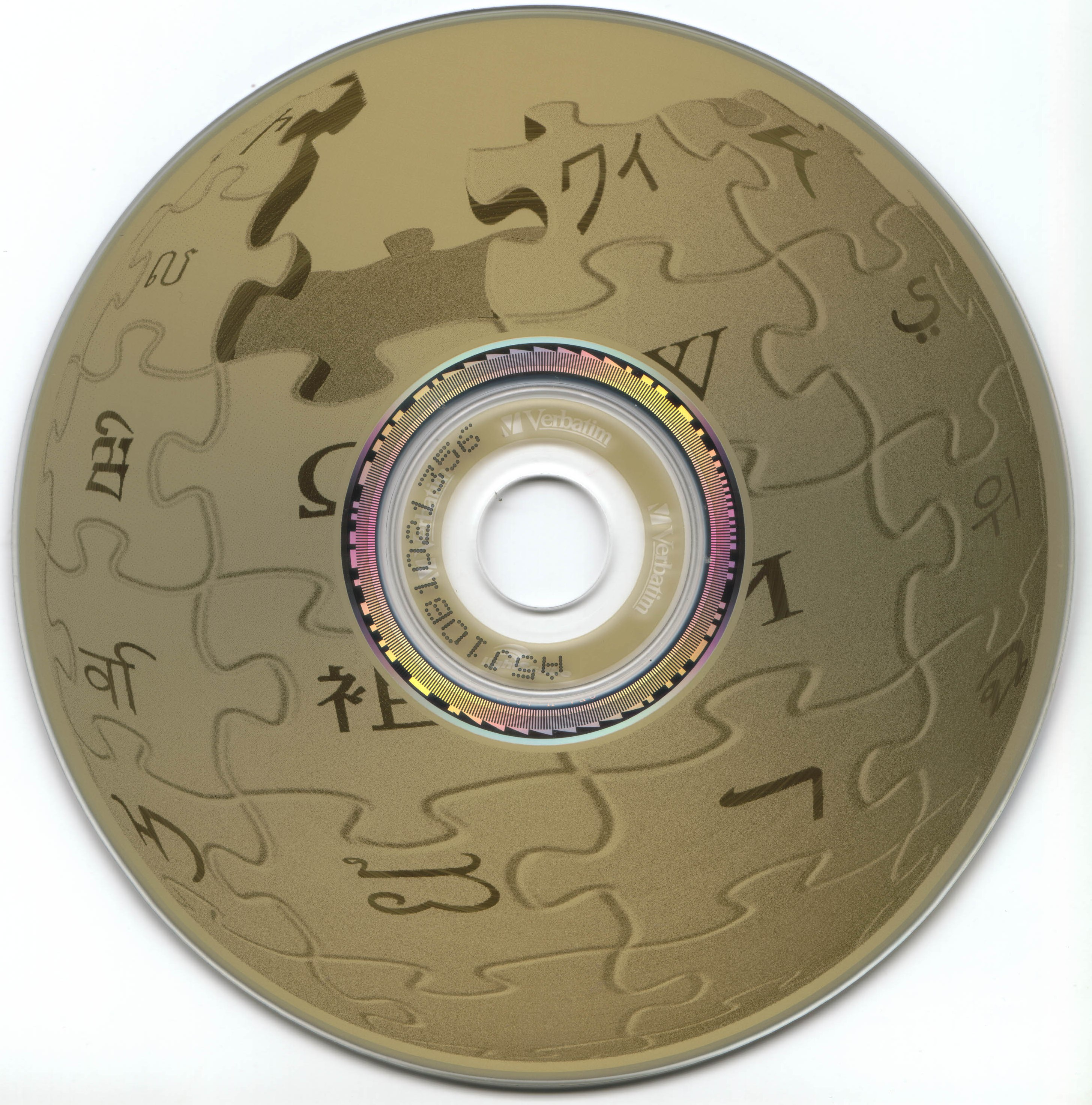
Mit Lightscribe beschriftete CD

Die Spuren nach dem Beschriften der DVD (oben eine helle und unten eine dunkle Fläche)

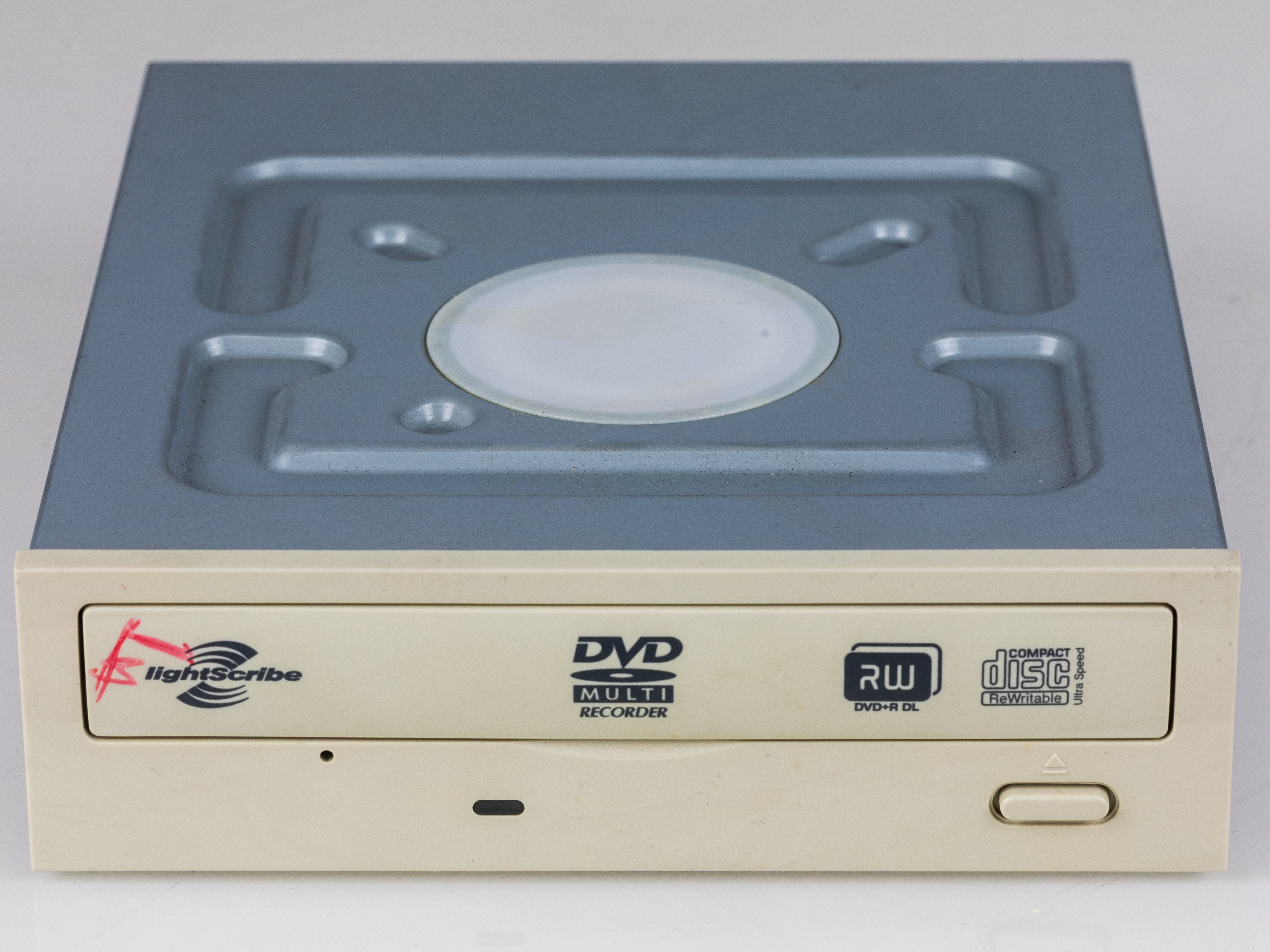
LightScribe-fähiger DVD-Brenner von LiteOn

Ein LightScribe-Rohling hat auf der Beschriftungsseite eine lichtempfindliche Oberflächenbeschichtung, die beim Auftreffen von infrarotem Laserlicht mit einer Wellenlänge von 780 nm ihre Farbe verändert. Die eingebrannte Beschriftung ist einfarbig grau bis schwarz auf der jeweiligen Farbe der Oberfläche. Die Beschriftung kann nicht mehr gelöscht werden, jedoch kann sie unter dauerhafter Bestrahlung mit normalem Kunstlicht frühestens nach neun Monaten verblassen. Da eine CD oder DVD aber grundsätzlich vor Licht geschützt aufbewahrt werden sollte, ist das in der Praxis meist nicht relevant.
Ein Strichcode in der Mitte des Rohlings dient zur exakten Bestimmung der Position des rotierenden Datenträgers im Brenner. Dadurch ist es möglich, eine bestehende Beschriftung zu erweitern. Falls eine besonders kräftige Beschriftung gewünscht wird, kann ein Rohling auch mehrmals deckungsgleich beschriftet werden, da die Beschriftung mit jedem Brennvorgang dunkler wird. Der damit verbundene Zeitaufwand ist allerdings groß und die Beschriftung ist auch nicht immer perfekt deckungsgleich; werden an die Beschriftung hohe ästhetische Anforderungen gestellt, ist das LightScribe-Verfahren nur bedingt geeignet. Durch den Strichcode verringert sich die nutzbare Beschriftungsfläche gegenüber industriell bedruckten CDs. Der Durchmesser des unbedruckbaren Bereichs beträgt in der Mitte 47 mm anstatt 27 mm.
Ein Beschriftungsdurchgang für eine vollflächige Beschriftung dauert je nach Laufwerk etwa 15 bis 20 Minuten. Dieser Nachteil wird teilweise dadurch relativiert, dass der Beschriftungsvorgang, anders als der Brennvorgang, unkritisch bezüglich Unterbrechungen ist, wodurch er im Hintergrund laufen kann, während der Computer für andere Arbeiten genutzt werden kann. Es besteht außerdem die Möglichkeit, eine CD/DVD nicht vollflächig, sondern zwecks Zeitersparnis nur teilweise zu beschriften. Manche Beschriftungsprogramme (z. B. der LightScribe Labeler von LaCie) unterstützen auch die Möglichkeit, mehrere parallel angeschlossene Laufwerke gleichzeitig anzusteuern.
Positiv war, dass für die Beschriftung kein zusätzlicher Drucker benötigt wurde und dass die Beschriftung absolut schmierfrei ist. Außerdem wird kein Papier verwendet, das sich im Laufwerk lösen könnte.
Das Verfahren eignet sich besser für dunkle Schrift auf hellem Hintergrund als umgekehrt, da bei großflächig gebrannten Bereichen unvermeidbare konzentrische Schwärzungsvariationen deutlich leichter zu sehen sind.

## Lizenznehmer
Stand: Mai 2006
- Hersteller optischer Medien: Mitsubishi Chemical Company, CMC Magnetics Corporation, Moser Baer India Limited
- Gerätehersteller: LG Electronics, Plextor, Pioneer, Toshiba-Samsung Storage Technology, Lite-On IT Corporation, Panasonic Communications, Panasonic Shikoku, Hitachi-LG Data Storage, BenQ, Philips, Asus, Samsung, Datatronics
- Markeninhaber, optische Medien: Primeon, HP, Imation, Memorex, Philips, TDK, Verbatim
- Markeninhaber, Hardware: HP, BenQ, LaCie
- Softwareentwickler: Nero, Sonic Solutions

## Software, die Lightscribe unterstützt
- BackUp MyPC 2006 (Roxio)
- Burning Studio ab Version 9.10 (Ashampoo)
- CDBurnerXP
- Cover Studio ab Version 2.00 (Ashampoo)
- DeepBurner
- Disc Cover RE (Droppix)
- DiscLabel 6 (Application Systems Heidelberg)
- DiscLabel (SmileOnMyMac)
- Easy Media Creator 8 (Roxio)
- EasyDVd Copy 2.x (Roxio)
- Express Labeler (Droppix)
- Label Maker (Droppix)
- LabelPrint 2 (CyberLink)
- LightScribe Labeler for Linux (4L) (LaCie)
- LightScribe Simple Labeler (Hewlett-Packard)
- LightScribe Template Labeler (Hewlett-Packard)
- MyDVD 8 (Roxio)
- Nero Burning ROM ab Version 6.6.0.8 (Nero AG)
- Qt lightScribe (Linux-Software)
- Recorder (Droppix)
- RecordNow 8 (Roxio)
- SureThing CD/DVD Labeler (MicroVision)
- Toast 8 Titanium (Roxio)
- VideoWave 8 (Roxio)
- WinOnCD (Roxio)
- und sämtliche Brenn- und Drucksoftware, welche das LightScribe-Logo führen